# Kingfisher plc
Kingfisher plc er en britisk byggemarkedsvirksomhed, der igennem forskellige datterselskaber driver 1470 byggemarkeder i otte lande. Datterselskaberne omfatter B&Q, Castorama, Brico Dépôt og Screwfix. Kingfisher er børsnoteret på London Stock Exchange og en del af FTSE 100 Index.
Virksomheden blev etableret i 1982 som Paternoster Stores Ltd, som et opkøb fra britiske Woolworths.